# Arvidsjaurs distrikt
Arvidsjaurs distrikt är det enda distriktet i Arvidsjaurs kommun i Norrbottens län. Distriktet ligger omkring Arvidsjaur i östra Lappland.

## Tidigare administrativ tillhörighet
Distriktet inrättades 2016 och utgörs av hela Arvidsjaurs kommun som också motsvarar Arvidsjaurs socken.
Området motsvarar den omfattning Arvidsjaurs församling hade 1999/2000.

## Tätorter och småorter
I Arvidsjaurs distrikt finns två tätorter och fyra småorter.

### Tätorter
- Arvidsjaur
- Glommersträsk

### Småorter
- Abborrträsk
- Lauker
- Moskosel
- Pjesker